# Ailly-sur-Noye
 Ailly-sur-Noye  es una población y comuna francesa, de la Picardía, en la región de Alta Francia, departamento de Somme, en el distrito de Montdidier y cantón de Ailly-sur-Noye.

## Demografía
| 1931 | 2008 | 2134 | 2596 | 2647 | 2643 |
| Para los censos de 1962 a 1999 la población legal corresponde a la población sin duplicidades (Fuente: INSEE [Consultar]) |      |      |      |      |      |